# Letitia Obeng
Pour les articles homonymes, voir Obeng.
Letitia Obeng (née le 10 janvier 1925 à Anum dans la Région de l'est (Côte-de-l'Or) et morte le 27 mars 2023) est la première femme ghanéenne à obtenir un diplôme en zoologie et elle est décrite comme « la grand-mère des femmes scientifiques au Ghana ».

## Biographie

### Formation
Letitia Obeng effectue ses études primaires à Abetifi au Kwahu (en) puis à Kyebi. En 1939 et 1946, elle effectue ses études secondaires à la Achimota School ; pendant qu'elle est scolarisée, elle passe l'examen international de l'université de Londres afin de poursuivre ses études grâce à une bourse du gouvernement à l'université de Birmingham (1948-1952). Elle est diplômée de l'université avec un diplôme en zoologie.

### Carrière
Après ses études universitaires au Royaume-Uni, Letitia Obeng revient dans son pays natal, le Ghana, et donne des conférences au University College de Science et de  Technologie, aujourd'hui connu comme l'Université des sciences et technologies Kwame Nkrumah entre 1952 et 1959.
Elle est la première scientifique à être employée par le Conseil national de la recherche du Ghana. De 2007 à 2008, elle est présidente de l'Académie ghanéenne des arts et des sciences, la première femme à occuper ce poste.
Elle est la présidente du Partenariat mondial de l'eau.

### Famille
Letitia Obeng est la sœur de Theodosia Okoh, la conceptrice du drapeau du Ghana. Son père, le Révérend E. V. Asihene Anad a été le Modérateur de l'église presbytérienne du Ghana et sa mère est Dora Asihene.

## Publications
- Man-made lakes, 1969.
- The Ghana Academy of Arts and Sciences : a historical perspective